# Genocidio armenio y el Holocausto

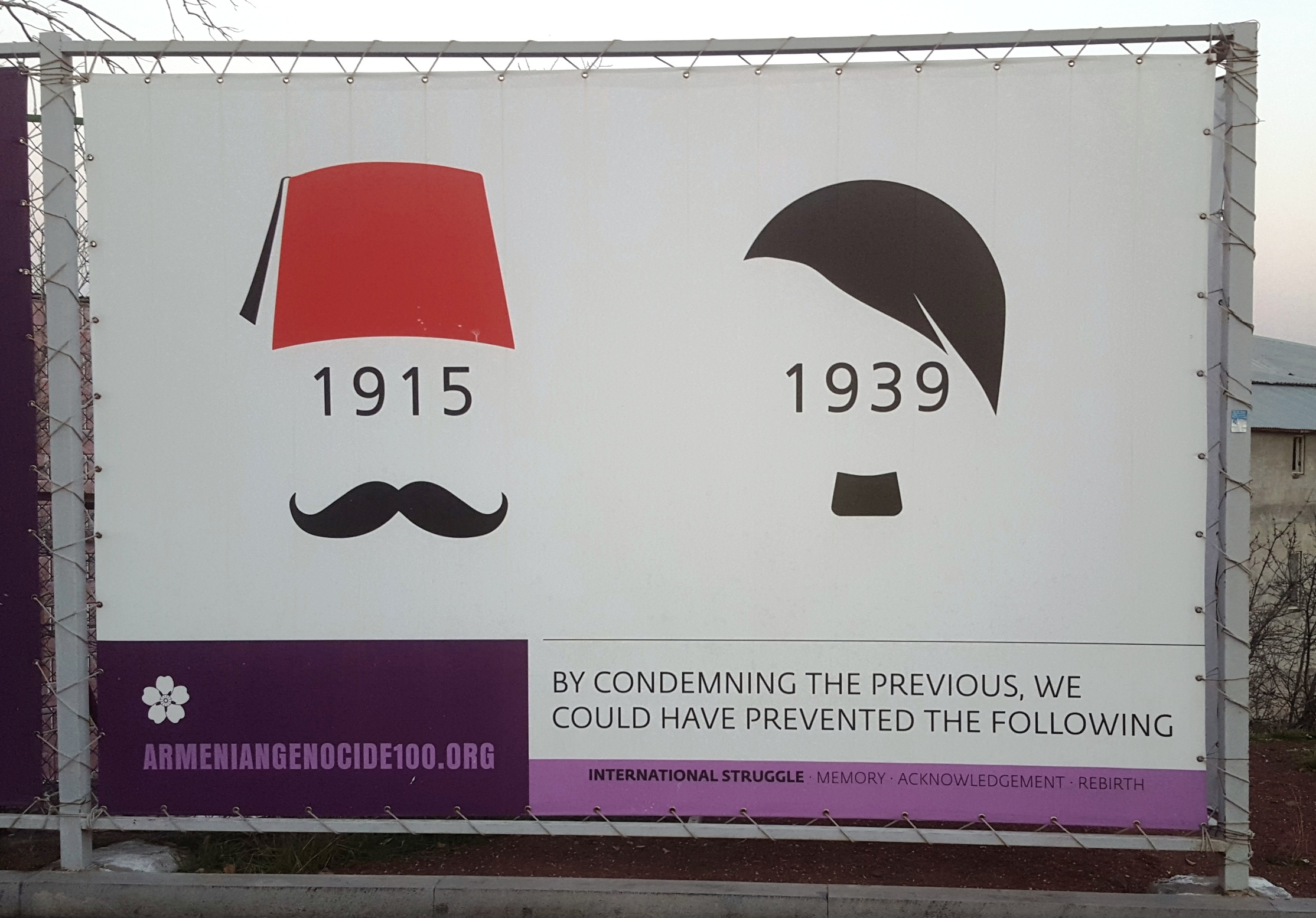
Cartel en Ereván colocado durante la conmemoración del centenario del genocidio armenio en 2015, argumentando que el Holocausto podría haberse evitado condenando el genocidio armenio.

La relación entre el genocidio armenio y el Holocausto ha sido discutida por académicos. Si bien no se ha probado una relación causal directa entre el genocidio armenio, se ha sugerido que los perpetradores del Holocausto se inspiraron en el ejemplo otomano y su impunidad. Tanto el Holocausto como el genocidio armenio se consideran casos paradigmáticos de genocidio en el siglo XX.

## Causalidad
Según los historiadores Dominik J. Schaller y Jürgen Zimmerer, es una creencia generalizada que existe una conexión causal entre el genocidio armenio y el Holocausto. Sin embargo, según Uğur Ümit Üngör, hasta 2010 esto no ha sido probado. En la década de 1920, hubo «un gran debate sobre el genocidio» en la prensa alemana que tuvo como resultado que muchos nacionalistas alemanes decidieran que el genocidio estaba justificado como táctica. En su libro Justifying Genocide (2016), Stefan Ihrig escribe que no hay «prueba irrefutable» para demostrar que el genocidio armenio inspiró el Holocausto. Sin embargo, basándose en diversas pruebas acumuladas, concluye que los nazis estaban al tanto del genocidio anterior y, hasta cierto punto, se inspiraron en él. Al revisar el libro de Ihrig, el historiador armenio Vahagn Avedian está convencido de que «simplemente hay demasiados factores que conectan estos dos casos».
Según Vahakn Dadrian, David Matas, Yair Auron y otros eruditos, los perpetradores del Holocausto se envalentonaron por no haber castigado a los perpetradores del genocidio armenio. Según el estudioso de derecho internacional Mahmoud Cherif Bassiouni, la decisión de no procesar a los criminales de guerra otomanos ralentizó el desarrollo del derecho internacional y dificultó el enjuiciamiento de los criminales de guerra nazis. Por el contrario, después de la Segunda Guerra Mundial los Aliados entendieron el peligro de la impunidad y crearon los juicios de Núremberg.
Durante un discurso de 1939, Hitler fue citado diciendo:

He preparado mis unidades de calavera - por el momento solo en el este - con órdenes de enviar a la muerte sin piedad y sin compasión, hombres, mujeres y niños de origen y lengua polaca. Solo así obtendremos el espacio vital (Lebensraum) que necesitamos. ¿Quién, después de todo, habla hoy de la aniquilación de los armenios?

Aunque esta versión del discurso es discutida, es casi seguro que Hitler sabía sobre el genocidio armenio ya que era un ávido lector de periódicos y el genocidio fue cubierto ampliamente en la prensa. Historiadores como Ihrig y Jersak han enfatizado que los nazis habrían llegado a la conclusión de que el genocidio podría camuflarse bajo el disfraz de la guerra y quedaría impune. Según Ihrig, «No puede haber duda de que los nazis habían incorporado el genocidio armenio, sus 'lecciones', tácticas y 'beneficios' en su propia cosmovisión y su visión del nuevo orden racial que estaban construyendo».

## Analogías dibujadas por contemporáneos
En 1933, el escritor judío-austríaco Franz Werfel publicó Los cuarenta días de Musa Dagh, un libro sobre la resistencia armenia en Musa Dagh. El libro no solo pretendía recordar las atrocidades cometidas contra los armenios, sino también advertir sobre las consecuencias del odio racial y del nazismo en particular. Durante el Holocausto, muchos judíos encontraron paralelos entre su experiencia y el libro.
Muchos antinazis compararon el destino de los judíos en la Alemania nazi con el genocidio de los armenios. Por ejemplo, un informe de Sopade de febrero de 1939 de la resistencia alemana declaró:

En este momento en Alemania se está produciendo el imparable exterminio de una minoría mediante los brutales medios del asesinato, del tormento hasta el absurdo, del saqueo, del asalto y del hambre. Lo que les sucedió a los armenios durante la [guerra mundial] en Turquía, ahora se está cometiendo contra los judíos, [pero] de manera más lenta y sistemática.

Ihrig sugiere que no hay ninguna razón por la que los perpetradores no establecieron la misma conexión.

## Comparación

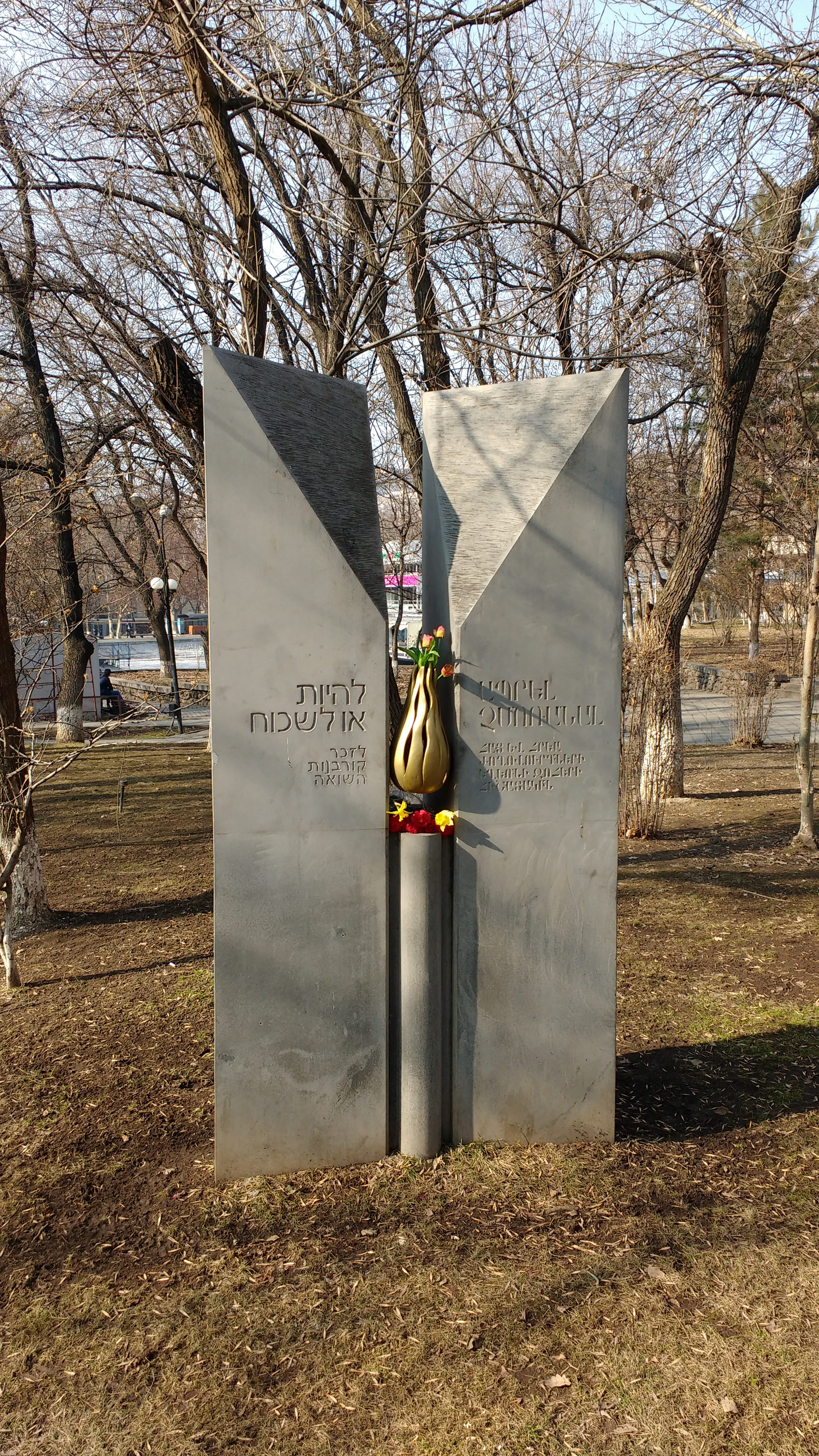
En 2006, se erigió en Ereván, Armenia, un monumento conmemorativo del genocidio armenio y el Holocausto.

El historiador Francis Nicosia escribe que el genocidio armenio y el Holocausto son los dos genocidios más comparados del siglo XX. Para el historiador Robert Melson, «El genocidio armenio y el Holocausto son los ejemplos por excelencia del genocidio total en el siglo XX». Richard Lichtheim, uno de los judíos alemanes que, como joven líder del movimiento sionista, negoció febrilmente con los líderes ittihadistas en la Turquía en tiempos de guerra, describió el «exterminio planeado a sangre fría de más de un millón de armenios» como un acto de perpetración «similar a la cruzada de destrucción de Hitler contra los judíos en el período 1940-1942».
Según el historiador israelí Yehuda Bauer,

Las diferencias entre el holocausto y las masacres armenias son menos importantes que las similitudes, e incluso si el caso armenio no se ve como un holocausto en la forma extrema que adoptó contra los judíos, ciertamente es lo más cercano a él.

Hay muchas similitudes con el Holocausto, en temas como los que ocurrieron durante una guerra mundial, el intento de destrucción de una comunidad etnoreligiosa que anteriormente había sido ciudadana de la política, la deportación en trenes, así como el papel del racismo y los prejuicios religiosos. Al igual que en la Conferencia de Wannsee sobre el destino de los judíos, también hubo una «Conferencia Ittihadista Secreta de Jóvenes Turcos». También hay diferencias: el antisemitismo racial no es equivalente al nacionalismo turco que alimentó el genocidio armenio y, a diferencia del Holocausto, en el que muchos judíos murieron en campos de exterminio, los métodos utilizados para el genocidio armenio fueron la deportación, las masacres y el hambre.
En 2010, el presidente de Armenia, Serzh Sargsián, declaró: «Muy a menudo, los historiadores y periodistas comparan a Deir ez-Zor con Auschwitz diciendo que 'Deir ez-Zor es el Auschwitz de los armenios'. Creo que la cronología nos obliga a formular los hechos de forma inversa: 'Auschwitz es el Deir ez-Zor de los judíos'».
La comparación con el Holocausto es fuertemente rechazada en muchas obras negacionistas, que intentan atraer a una audiencia judía al «enfatizar la singularidad y la diferencia absoluta entre, por un lado, lo que de hecho fue un genocidio real y horrible y, por el otro, lo que ellos llaman el engaño de una afirmación armenia de genocidio por motivos políticos».

## Negación
Si bien la negación del genocidio armenio es una política oficial del estado turco, Alemania reconoció el Holocausto y pagó reparaciones por él. La negación del Holocausto es, por tanto, un fenómeno mucho más marginal.
En Perinçek contra Suiza (2015), el Tribunal Europeo de Derechos Humanos determinó que la negación del genocidio armenio se enmarca dentro del derecho a la libertad de expresión garantizado en el artículo 10 de la Convención Europea de Derechos Humanos, mientras que a los Estados miembros se les permite tipificar como delito la negación del Holocausto. El profesor de derecho Uladzislau Belavusau criticó esta decisión por «crear una distinción especulativa entre el Holocausto y otras atrocidades del siglo XX» que equivalía a trivializar el genocidio armenio.
En octubre de 2020, Facebook prohibió la negación del Holocausto desde su plataforma, pero continuó permitiendo la negación del genocidio armenio. No ofreció ninguna razón para este trato diferente. El excampeón mundial de ajedrez Garri Kaspárov, de ascendencia mixta armenio-judía, criticó al fundador de Facebook, Mark Zuckerberg, después de que su página de Facebook fuera cerrada después de publicar una entrevista en la que se mencionaba el genocidio armenio. «Así que la negación del Holocausto ahora está prohibida en FB, según Zuckerberg, pero aquellos que niegan el genocidio armenio son muy bienvenidos en Facebook, e incluso recompensados con el bloqueo de las páginas de sus objetivos», dijo Kaspárov.

## Lectura adicional
- Bardakjian, Kevork B. (1985). Hitler and the Armenian Genocide (en inglés). Zoryan Institute. ISBN 9780916431181.
- Ben Aharon, Eldad (2019). «Recognition of the Armenian Genocide After its Centenary: A Comparative Analysis of Changing Parliamentary Positions». Israel Journal of Foreign Affairs (en inglés) 13 (3): 339-352. doi:10.1080/23739770.2019.1737911.
- Dadrian, Vahakn N. (1988). «The Convergent Aspects of the Armenian and Jewish Cases of Genocide. A Reinterpretation of the Concept of Holocaust». Holocaust and Genocide Studies (en inglés) 3 (2): 151-169. doi:10.1093/hgs/3.2.151. (requiere suscripción).
- Dawoodi, Dlpak Jabar Ali (2019). «The Aftermath of the Armenian Genocide and the Holocaust: A Comparative Study». Journal of Garmian University (en inglés) 6 (3): 349-359. doi:10.24271/garmian.196361. Consultado el 23 de diciembre de 2020.
- Gruner, Wolf (Marzo de 2012). «'Peregrinations into the Void?' German Jews and Their Knowledge About the Armenian Genocide During the Third Reich». Central European History (en inglés) 45 (1): 1-26. ISSN 0008-9389. JSTOR 41410719. doi:10.1017/S0008938911000963.
- Kieser, Hans-Lukas (2010). «Germany and the Armenian Genocide of 1915–17».  En Friedman, Jonathan C., ed. The Routledge History of the Holocaust (en inglés). Taylor & Francis. ISBN 978-1-136-87060-6. doi:10.4324/9780203837443.ch3.
- Melson, Robert (1992). Revolution and Genocide: On the Origins of the Armenian Genocide and the Holocaust (en inglés). University of Chicago Press. ISBN 978-0-226-51990-6.
- Travis, Hannibal (Invierno de 2013). «Did the Armenian Genocide Inspire Hitler?». Middle East Quarterly (en inglés) 20 (1): 27-35. Consultado el 23 de diciembre de 2020.

- Datos: Q104553460